# І-цзун (династія Тан)
І-цзун (кит.: 懿宗; піньїнь: Yìzōng), особисте ім'я Лі Вень (кит.: 李溫; піньїнь: Lǐ Wēn; 28 грудня 833 —15 серпня 873) — двадцятий імператор династії Тан у 859–873 роках.

## Життєпис
Народився 28 грудня 833 року у родині Лі Іа, князя Гуаня, майбутнього імператора Сюань-цзуна. Отримав ім'я Лі Вен. Після того, як його батько у 846 році став імператором, то він отримав титул князя Юна. Втім незабаром Лі Вена було відсторонено від політичних справ. Більшу частину правління Сюань-цзуна він провів у закритому палаці. Лише зі смертю батька 10 вересня 859 року євнухи привели його до імператорського палацу. Тоді ж він змінив ім'я на Лі Цуй, а наступного дня оголошено про вступ Лі Цуя на трон під ім'ям І-цзун.
Із самого початку він звільнив міністрів колишнього імператора, змінивши їх своїми фаворитами. При цьому великий вплив отримали євнухи. На відміну від батька проводив марнотратну політику, знову збільшилися видатки на імператора та його рідню. І-цзун скасував переслідування буддизму. При його підтримці було у 868 році видано буддистський текст «Дімантової сутри».
Водночас І-цзун довелося вести війни з тибетськими князівствами та державою Наньчжао. Особливо напруженою була війна з останньою. Війська Наньчжао у 861–862 роках захопили значні райони сучасної провінції Гуансі, а також північний В'єтнам, що був тоді в порядкуванні Китаю. В цей час війська також відволікалися на придушення селянського повстання на чолі з Цю Фу. Втім, селян вдалося розбити доволі швидко, а війна з Нанчьжао тривала до 868 року, коли китайським військам вдалося повернути захоплені землі. Проте вже наступного року у ході рейду війська Наньчжао захопили місто Ченду (територія сучасної провінції Сичуань).
Наприкінці життя імператор дедалі більше відхилявся від державних справ, займаючись питаннями релігії. У 873 році він провів свято кістки Будди. Того ж року 15 серпня він помер.